# 喀拉拉邦
喀拉拉邦（拉丁字母转写：Kerala），印度西南部的一个邦，濒临阿拉伯海，全邦面积为38,863 平方公里，是印度面積第21大邦，北部和東北部與卡納塔克邦接壤，東部和南部與泰米爾納德邦接壤，西部與拉克沙群島海接壤，根據2011年的人口普查，喀拉拉邦擁有3300萬居民，是印度第13大人口大邦。首府为特里凡得琅，官方语言为马拉雅拉姆语。
喀拉拉邦也是目前印度唯一由共产党和国大党轮流执政的邦。2016年起，印度共產黨（馬克思主義）在喀拉拉邦开始新的5年执政期。
喀拉拉邦是印度第八大經濟體，邦國內生產總值（GSDP）為8.55萬億盧比（1,100億美元），人均邦國內生產總值為222,000盧比（2,800美元），喀拉拉邦也是印度著名的旅遊目的地之一，包括沙灘、回水、山地車站、阿育吠陀旅遊和熱帶植物是其主要景點。

## 环境
喀拉拉邦河流纵横，遍布南北，江河湖泊裡，商船、渔船和游船络绎不绝，给当地人民提供了便利的水路交通。漫长的海岸线为喀拉邦与海外各地联系提供了方便。该邦几乎四季如春。

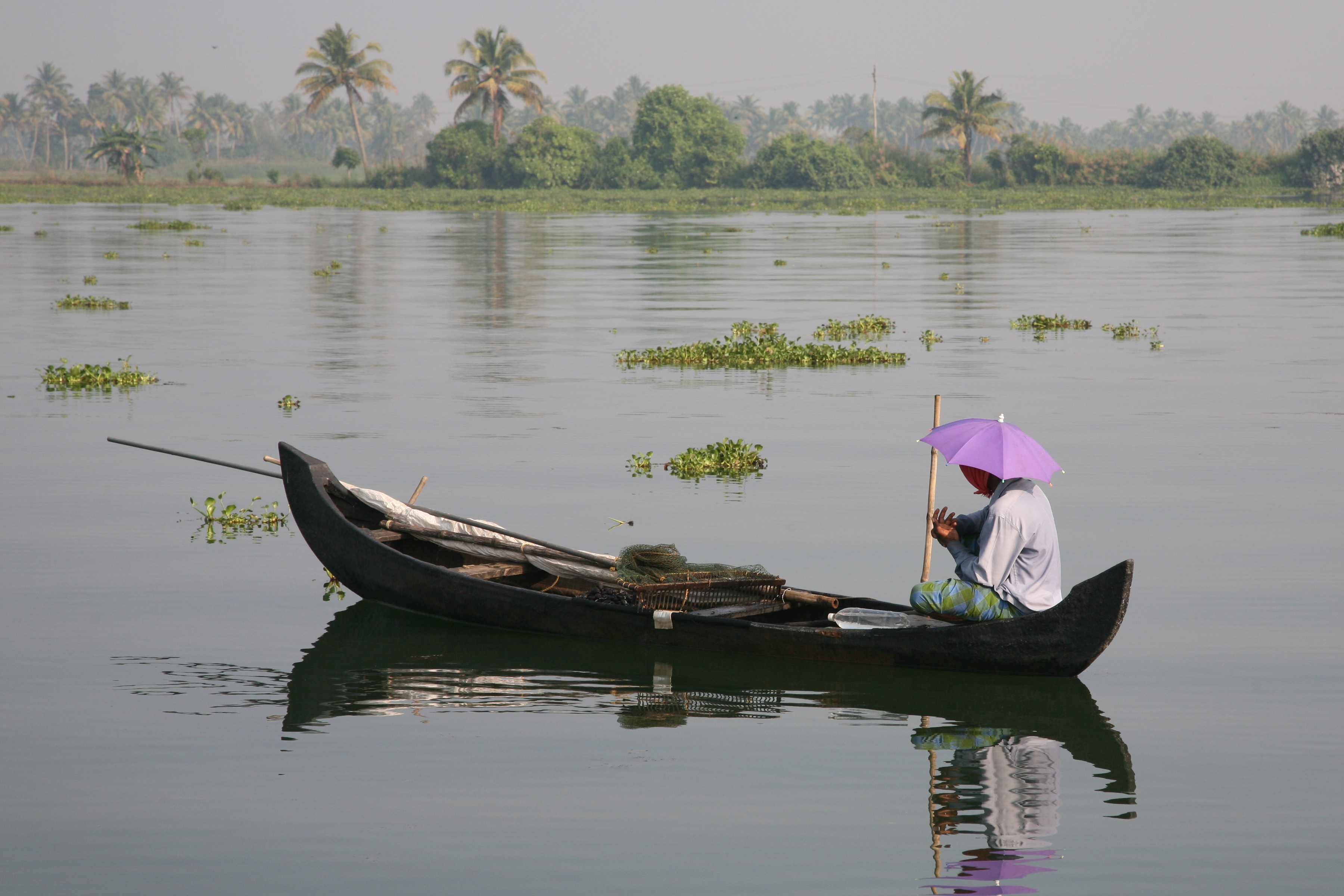
喀拉拉邦回水风景区

喀拉拉邦文化发达，是印度很知名的人文圣地，也是唯一完好地保存着梵文、古代印度医学寿命吠陀、傳統古武術卡拉里帕亞圖、天文学、瑜伽经等古代经典的地方。
该邦是印度重要的农作物种植邦，盛产椰子、甘蔗、咖啡、茶叶、花生、香蕉、豆蔻等。胡椒和天然橡膠的生產對該邦的國民總產值有很大貢獻。粮食作物主要是水稻。渔业发达，鱼的产量居各邦首位。

## 人口
人口密度859人/km2，为印度全国值的3倍。其中，海岸地区的人口密度高达2022人/km2。人口增长率为全印度最低，在2011年的十年人口增长仅为4.9%，是印度全国值的三分之一弱。绝大多数人口为马拉雅拉姆人，达到3180万。
女男性别比108.4%，为印度唯一女性比男性多的邦。
2014年，该邦的人類发展指数（HDI）为0.790，全印度之冠。
2011年人口普查数据，该邦人口识字率93.91%，期望寿命74岁，均为全印度之冠。60岁以上占人口11.2%，出生率千分之18。婴儿死亡率大約落在1.2~1.4%，谋杀率为十万分之1.1，全印度最低。

## 轄縣
该邦总共有14个县（ ；）由北部到南部分别为：
| 县名                   | 马拉雅拉姆语 | 天城体       | 拉丁字母转译                    |
| ---------------------- | ------------ | ------------ | ------------------------------- |
| 卡萨拉果德县           | കാസര്‍ഗോഡ്‌         | कसारागोड जिला     | Kasargod                        |
| 坎努尔县               | കണ്ണൂര്‍         | कन्नूर जिला      | Kannur (Cannanore)              |
| 瓦亚纳德县             | വയനാട്         | वायानद जिला      | Wayanad (Wynad)                 |
| 科泽科德县             | കോഴിക്കോട്        | कोझीकोड जिला      | Kozhikode (Calicut)             |
| 马拉普兰县             | മലപ്പുറം        | मालप्पुरम जिला    | Malappuram                      |
| 伯拉卡德縣             | പാലക്കാട്        | पलक्कड जिला     | Palakkad (Palghat)              |
| 特里苏尔县             | തൃശൂര്‍          | त्रिसूर जिला      | Thrissur (Trichur)              |
| 埃尔讷古勒姆县（科钦） | എറണാകുളം        | अर्नाकुलम जिला    | Ernakulam (Cochin)              |
| 伊都基縣               | ഇടുക്കി         | इदुक्की जिला      | Idukki                          |
| 阿拉普扎縣             | ആലപ്പുഴ        | अलप्पुझा जिला     | Alappuzha (Alleppey)            |
| 果塔延縣               | കോട്ടയം         | कोट्टायम जिला     | Kottayam                        |
| 帕塔南蒂塔縣           | പത്തനംതിട്ട      | पतनमतिट्टा जिला   | Pathanamthitta                  |
| 果拉姆縣               | കൊല്ലം          | कोल्लम जिला      | Kollam (Quilon)                 |
| 特里凡得琅縣           | തിരുവനന്തപുരം     | तिरुवनन्थपूरम जिला | Thiruvananthapuram (Trivandrum) |

## 外部連結
Government
- The Official website （页面存档备份，存于） of the Government of Kerala
- The Official website （页面存档备份，存于） of Kerala Tourism

General information
- 中的“Kerala”
- OpenStreetMap上有關喀拉拉邦的地理